# 안도 노부요시
안도 노부요시(일본어: 安藤信義, 1785년 10월 6일 ~ 1844년 2월 13일)는 일본 에도 시대의 다이묘로, 이와키 다이라 번의 3대 번주이다. 1787년생이라고도 한다. 어릴적 이름은 신지로(新次郎)이다.
안도 노부아쓰의 맏아들로 태어났다. 아버지 노부아쓰는 본래 초대 번주 안도 노부나리의 적자였으나, 노부나리에 의해 폐적되면서 번주 자리는 동생 시게키요에게 돌아갔다. 1812년에 시게키요가 사망하였는데, 시게키요의 맏아들은 일찍 죽고 남은 아들도 나이가 어려 후사를 잇기 어렵자, 노부요시가 시게키요의 양자로서 그 뒤를 이어 번주 자리에 오르게 되었다. 1814년, 쓰시마노카미에 서임되었고, 1816년에는 소자반에 임명되었다. 1829년 음력 7월 5일, 번주직에서 물러나 은거하였는데, 자식이 없으므로 시게키요의 아들 노부요리를 양자로 삼아 가문을 계승하게 했다. 덴포 14년 음력 12월 25일, 60세의 나이로 사망하였다.
| 전임 안도 시게키요 | 제3대 이와키 다이라 번 번주 (안도가) 1812년 ~ 1829년 | 후임 안도 노부요리 |